# Zudausques
Zudausques (ndl.: "Zuidauzeke") ist eine französische Gemeinde mit 1061 Einwohnern (Stand 1. Januar 2022) im Département Pas-de-Calais in der Region Hauts-de-France. Sie gehört zum Arrondissement Saint-Omer und zum Gemeindeverband Pays de Lumbres.

## Geografie
Die Gemeinde Zudausques liegt am Südwestrand Französisch-Flanderns im äußersten Norden Frankreichs, etwa 30 Kilometer südöstlich von Calais und damit im unmittelbaren Hinterland der Kanalküste. Das flache Gebiet der Gemeinde weist ein leichtes Gefälle von Südwesten nach Nordosten auf (mit 128 m über dem Meer wird in der Südwestecke der Gemeinde der höchste Punkt erreicht). Das plateauartige Gelände wird von bis zu 50 m tiefen Langen Trockentälern unterbrochen, die nach Nordosten auslaufen. Charakteristisch für das 7,24 km² große Gemeindeareal ist das Fehlen jeglicher fließender oder stehender Gewässer, was am porösen Kalksteinuntergrund liegt. Eine dünne Lehmschicht sorgt dennoch für gute landwirtschaftliche Erträge. Das versickerte Niederschlagswasser kommt nordöstlich von Zudausques wieder zutage und mündet in die sumpfige Niederung der Aa. Die völlig waldlose Landschaft wird von Äckern und Wiesen geprägt, deren Grenzen häufig durch Hecken markiert sind.
Das Gemeindeareal von Zudausques ist Teil des Regionalen Naturpark Caps et Marais d’Opale (Parc naturel régional des Caps et Marais d’Opale).
Neben dem aufgelockerten Siedlungsbild des Kernortes liegen im Gemeindegebiet von Zudausques die Ortsteile und Weiler Adsoit, Audenthun, Cormette, Leuline, Liheuse und Noircarme.
Nachbargemeinden von Zudausques sind Moringhem  (ndl.: Moringem) im Norden, Tilques (ndl.: Tilleke) im Nordosten, Tatinghem (ndl.: Tatingem) im Osten, Leulinghem im Süden sowie Quelmes (ndl.: Kelmes) im Südwesten.

## Geschichte
Im Jahr 850 tauchte der Ort erstmals in einer schriftlichen Quelle als Elciaco auf. Nach zahlreichen Änderungen der Schreibweise in den folgenden Jahrhunderten ist die heutige Schreibweise Zudausques erst seit 1820 etabliert. Die Vorsilbe Zud stammt wie Zut und Zuyt aus dem Westflämischen und steht für Süd. Das Pendant zu Zudausques ist die zwölf Kilometer nordwestlich gelegene Gemeinde Nordausques.
Die Bewohner waren im 9. und 10. Jahrhundert Untertanen der Herren von Noircarme, an deren Existenz heute noch ein gleichnamiger Ortsteil erinnert. Einer der Nachfahren dieses Herrscherhauses – Alexander Louis Theodore Hypolite von Noircarme – war 1825 der Begründer der Glas- und Kristallmanufaktur im nahegelegenen Arques. Einige Lehen in der Dorfmitte gehörten anderen Familien, zu denen auch die Herren von Dausque bzw. D’Ausque zählten, was maßgeblich für die Entwicklung des Ortsnamens war.
Das Dorf Zudausques lag nahe der Römerstraße „Leulène“ von Thérouanne nach Sangatte am Ärmelkanal. In der Gemarkung Longueborne des Ortsteils Leuline zeugt heute noch ein Leugenstein von der Bedeutung dieser Straße. Die Blütezeit der Leulène lag zwischen dem 10. und 12. Jahrhundert als Teil der Via Francigena und Pilgerweg von Canterbury nach Rom. Nach dem Niedergang des Hafens Sangatte zugunsten der Stadt Calais wurde die Straße verlegt.
Im Ortsteil Liheuse sind die Ruinen einer deutschen V1-Abschussrampe aus dem Jahr 1944 erhalten.
Durch Königlichen Erlass vom 17. April 1822 wurde das Kirchdorf Cormette nach Zudausques eingemeindet.

### Bevölkerungsentwicklung
| Jahr      | 1962 | 1968 | 1975 | 1982 | 1990 | 1999 | 2006 | 2013 | 2022 |
| Einwohner | 380  | 365  | 356  | 423  | 513  | 618  | 763  | 848  | 1061 |

Im Jahr 1800 wurde mit 248 Bewohnern die bisher geringste Einwohnerzahl ermittelt. Die Zahlen basieren auf den Daten von cassini.ehess und INSEE.

## Sehenswürdigkeiten
- Kirche St. Audomar (Église Saint-Omer) aus dem 12. Jahrhundert
- Kirche St. Folcuin (Église Saint-Folquin) im Ortsteil Cormette  aus dem 16. Jahrhundert
- Herrenhaus aus dem 18. Jahrhundert
- Der Bauernhof der alten Burg in Noircarme ist noch erhalten, die Burg selbst wurde während des Hundertjährigen Krieges zerstört

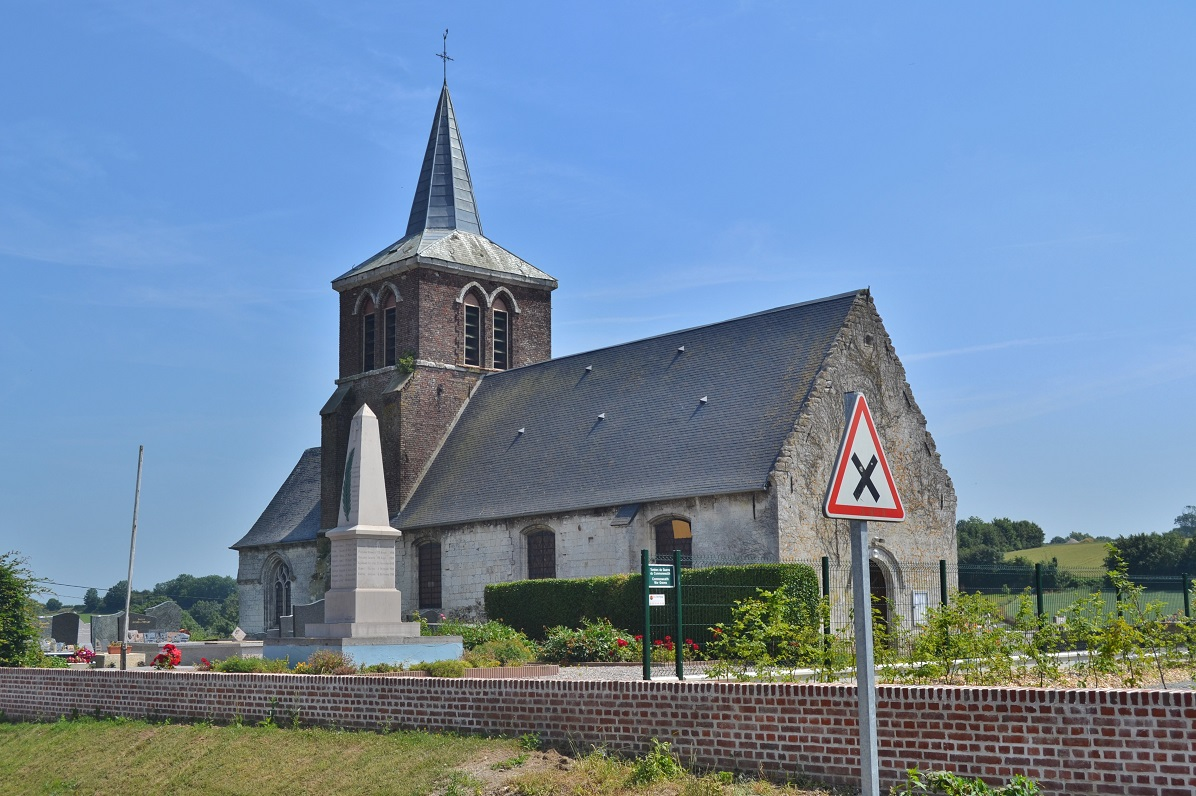
Kirche St. Audomar
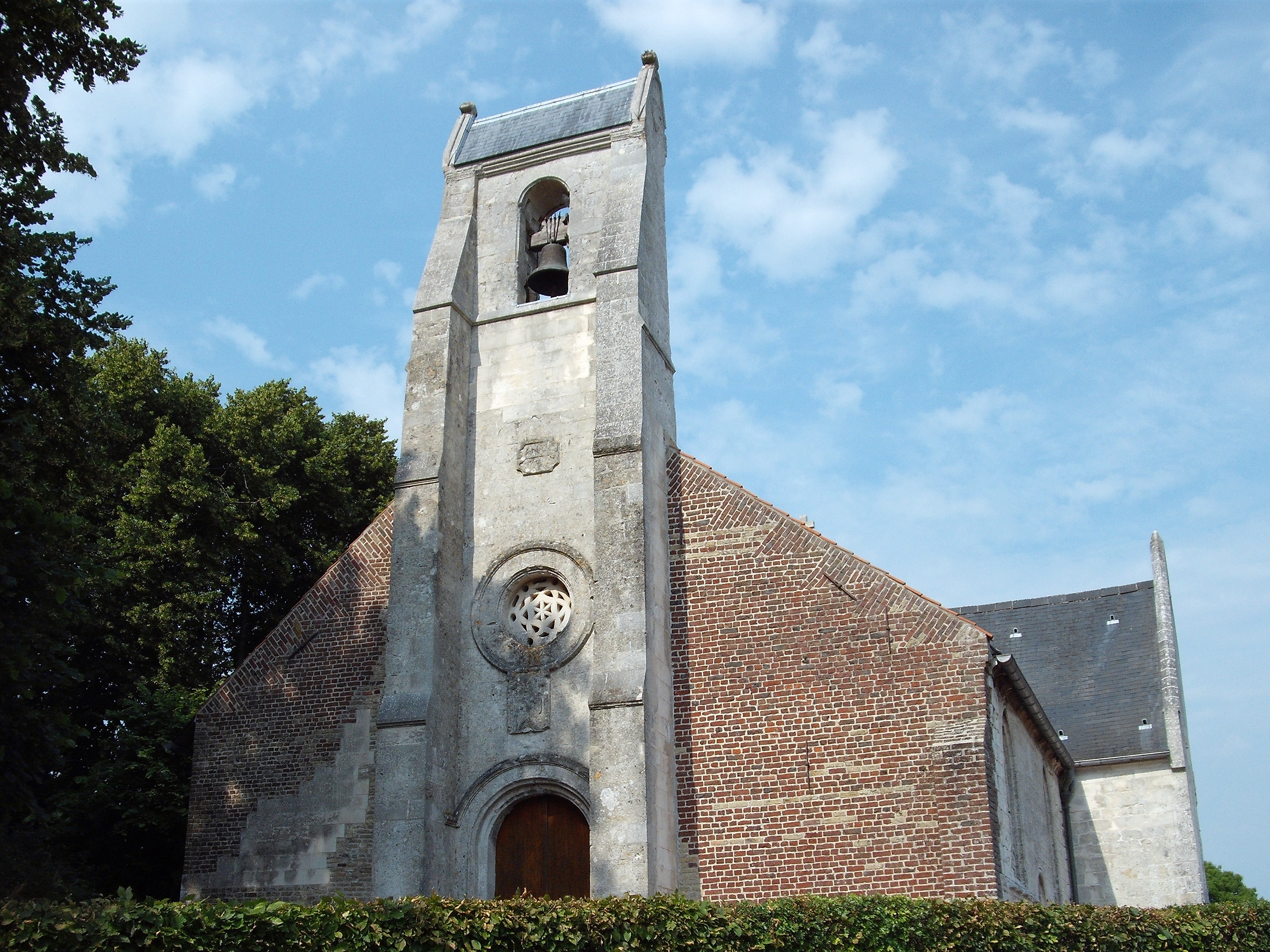
Kirche St. Folcuin

## Wirtschaft und Infrastruktur
Die Landwirtschaft spielt mit neun Betrieben nach wie vor eine wichtige Rolle in Zudausques (Getreideanbau, Milchviehhaltung). Daneben gibt es kleinere Dienstleistungsunternehmen inklusive mehrere Restaurants.
Die Autoroute A26 (Troyes–Reims–Calais) streift den Süden des Gemeindegebietes von Zudausques (die nächste Auffahrtmöglichkeit besteht nahe Wisques). Von Zudausques führen weitere Straßenverbindungen nach Boisdinghem, Moringhem, Leulinghem, Quelmes und Saint-Omer. Der Bahnknotenpunkt Saint-Omer ist etwa zehn Kilometer von Zudausques entfernt.

## Belege
1. ↑  De Nederlanden in Frankrijk, Jozef van Overstraeten, 1969
2. ↑  Zudausques auf cassini.ehess
3. ↑  Zudausques auf INSEE
4. ↑  Landwirtschaftsbetriebe auf annuaire-mairie.fr (französisch)